# Två och en flygel
Två och en flygel var ett musikprogram i SVT som sändes från 24 mars 1974 fram till 31 december 1990. Programvärd var musikern Berndt Egerbladh som i varje program bjöd in en känd gäst som han samtalade med vid sin flygel. Programmen innehöll även mycket sång och instrumentalmusik samt arkivklipp med den aktuella gästen.
Programmet sändes i över femton år och i över 100 avsnitt. Otaliga gäster passerade revy i denna långlivade tv-serie, däribland Sonya Hedenbratt, Cornelis Vreeswijk, Beppe Wolgers, Tage Danielsson, Björn Skifs, Laila Westersund, Charlie Norman, Lena Nyman, Gösta Linderholm, Lill-Babs och Lars Forssell.
Två och en flygel är en av titlarna i boken Tusen svenska klassiker (2009).

## Gäster
- 1974-03-24 - Grynet Molvig
- 1974-03-31 - Martin Ljung
- 1974-04-07 - Tommy Körberg
- 1974-04-20 - Lena Nyman
- 1974-04-27 - Monica Zetterlund
- 1974-05-04 - Jan Malmsjö
- 1975-11-06 - Rolv Wesenlund
- 1975-11-13 - Hjördis Petterson
- 1975-11-20 - Toots Thielemans
- 1975-11-27 - Kisa Magnusson
- 1975-12-04 - Lissi Alandh
- 1975-12-11 - Svend Asmussen
- 1977-05-06 - Cornelis Vreeswijk
- 1977-05-13 - Lill-Babs
- 1977-05-20 - Janne ”Loffe” Carlsson
- 1977-05-27 - Georg Rydeberg
- 1977-06-03 - Sonya Hedenbratt
- 1977-06-12 - Lill Lindfors & Anders Linder
- 1979-02-23 - Tage Danielsson
- 1979-03-09 - Beppe Wolgers
- 1979-03-23 - Lars Forssell
- 1979-04-06 - Bo Setterlind
- 1981-08-17 - Björn Skifs
- 1981-08-24 - Eva Rydberg
- 1981-08-31 - Annalisa Ericson
- 1981-09-18 - Svante Thuresson
- 1981-09-25 - Kjerstin Dellert
- 1982-05-21 - Sune Mangs
- 1982-06-11 - Lasse Mårtenson
- 1983-01-13 - Brita Borg
- 1983-01-27 - Jan-Olof Strandberg
- 1983-02-03 - Östen Warnerbring
- 1983-02-10 - Siw Malmkvist
- 1983-07-29 - Cyndee Peters
- 1983-08-05 - Birgitta Ulfsson
- 1983-08-12 - Arja Saijonmaa
- 1983-09-13 - M.A. Numminen
- 1983-09-20 - Olle Adolphson
- 1983-09-27 - Leif Wager
- 1984-01-03 - Jerry Williams
- 1984-01-10 - Inga Gill
- 1984-01-17 - Ewert Ljusberg
- 1984-01-24 - Charlie Norman
- 1984-06-08 - Hans Josefsson
- 1985-05-02 - Jarl Kulle
- 1985-05-09 - Kaj Chydenius
- 1985-05-16 - Lars Berghagen
- 1985-05-23 - Ann-Kristin Hedmark
- 1985-06-06 - Gunnar Svensson
- 1986-05-23 - Tomas von Brömssen
- 1986-05-30 - Sven-Bertil Taube
- 1986-06-06 - Margaretha Krook
- 1986-06-13 - Magnus Härenstam
- 1986-06-27 - Frej Lindqvist
- 1986-06-07 - Stina Ekblad
- 1986-07-17 - Sven Wollter
- 1987-07-24 - Ann-Louise Hanson
- 1987-07-31 - Sickan Carlsson
- 1987-08-07 - Bosse Parnevik
- 1987-09-05 - Laila Westersund
- 1987-09-12 - Gösta Linderholm
- 1987-09-19 - Kim Anderzon
- 1987-09-26 - Allan Edwall
- 1988-01-25 - Bengt Sändh
- 1988-02-08 - Harry Brandelius
- 1990-12-31 - Lill-Babs

### Fotnoter
1. ↑  ”Svensk mediedatabas”. http://smdb.kb.se/catalog/search?q=Rockbox+typ%3Aradio&sort=OLDEST. Läst 17 april 2011.
2. 1 2 3  Gradvall et al 2009, #402